# アメリカン・ブリード
アメリカン・ブリード（またはThe American Breed）は、1960年代に活動したアメリカ合衆国のバンド、ソフトロック・バンド。1962年、イリノイ州シセロで結成したゲリー＆ザ・ナイト・ライツ（en）が1966年に改名、シングル、ベンド・ミー、シェイプ・ミー（Bend Me, Shape Me）が1967年全米シングルチャート最高5位、のちにチャカ・カーンのルーファスへ発展した。

## メンバー
- ゲリー・ロライゾ（Gary Loizzo 1945年8月16日ー2016年1月16日）　ボーカル、リード・ギター
- アル・シナー（Al Ciner 1947年5月14日生）　ギター
- チャック・コルバート　（Charles Colbert Jr  1944年8月29日生）　ベース 元デイライターズ（The Daylighters)
- リー・グラジアーノ　（Lee Graziano生 　1943年11月9日生）　ドラムス
- アンドレ・フィッシャー　（Andre Fischer　1947年生）　ドラムス
- ケヴィン・マーフィー　（Kevin Murphy）　キーボード

## 概要・来歴
1962年に結成したゲリー＆ザ・ナイト・ライツ（en）はシカゴのリーガル・ショウ・クラブなどに出演し、地元レーベルから6枚のシングルを発売、1966年ドット・レコード(en）との契約に際しアメリカン・ブリードと改名、傘下レーベルアクタ・レコード(en)から再デビューした。
最初のシングル、「ステップ・アウト・オブ・ユア・マインド（Step Out of Your Mind）」が全米シングルチャート24位、「ベンド・ミー、シェイプ・ミー（Bend Me, Shape Me）」などが大ヒットした。
1967年にはCM曲を手掛けアメリカ海軍、アメリカン航空(en)の「フライ・ジ・アメリカン・ウェイ（Fly the American Way)」、ベル電話会社、コカ・コーラなどを担当している。
1969年にはジャン＝ポール・ベルモンド主演映画「大頭脳」のテーマ曲 （The Brain /Das Superhirn)に起用された。
1968年末、ケヴィン・マーフィーが参加、徐々にゲリー・ロライゾと他メンバーとの溝が深まるにつれ、1969年には他4人は平行して別行動を取り、1971年以降リー・グラジアーノに代わってアンドレ・フィッシャーが参加した。ロライゾ主導のアメリカン・ブリードは活動が途絶える一方、離脱メンバーによる新バンドはブリード（Breed）、サーカス（Circus）、スモーク（Smoke）、アスク・ルーファス（Ask Rufas)と名前やメンバー変更を経て1972年にエピック・レコードからルーファス（en)としてデビューした。
ゲリー・ロライゾ(en)はアメリカン・ブリードの活動終焉前後1970年頃からイリノイ州オーランド・パークで独自に録音スタジオの建設に取り組み「パンプキン・スタジオ（Pumpkin Studios）」として落成後はここでスタジオ・エンジニアやプロデューサーとしてスティクスとソロのデニス・デ・ヤング (en)、REOスピードワゴン、サバイバーや2005年ワールドシリーズを制覇したシカゴ・ホワイトソックス の祝勝記念CDに収められた曲「Rock with the Sox」に携わった。
1986年、アメリカン・ブリード結成20周年からテレビ局の出演依頼などへオリジナル4名で再結成し再録音の「ベンド・ミー、シェイプ・ミー'86（Bend Me Shape Me '86）」を含むミニアルバム「ワンス・アゲイン（Once Again）」を発表。これ以降出演依頼に応じて時々集結し地元シカゴ周辺でテレビ番組やイヴェントに参加していた。
スティクスの全国ツアーで2015年9月5日イリノイ州ティンレイ・パーク(en)、ハリウッド・カジノ・アンフィシアター(Hollywood Casino Amphitheatre ・en)の公演ではゲストにゲリー・ロライゾが招かれ「ベンド・ミー、シェイプ・ミー」を披露、この模様はスティクスのトッド・ズッカーマン（Todd Sucherman en）が、YouTubeに「Gary Loizzo with STYX- Bend Me Shape Me- Tinley Park 9/5/15 」としてアップしている。

ゲリー・ロライゾは2016年1月16日膵癌で死去した。トッド・ズッカーマンが自身のFacebookでで訃報と約2年半に渡った闘病生活を伝えた。

## 作品
アルバム
- The American Breed（en　1967年）Acta Record
- Bend Me, Shape Me（en　1968年）Acta Record
- Pumpkin, Powder, Scarlet & Green（en 1968年）Acta Record
- Lonely Side of the City（en　1968年）Acta Record
- Once Again (1986年)※ミニアルバム ABM Record
- Bend Me, Shape Me: The Best of the American Breed（1994年)編集盤CD　Varese Sarabande
- Definitive Collection （1993年)ボックスセット編集盤CD　Tiger Happy Records

シングル
Gary and The Knight Lites
- I'm Glad She's Mine / How Can I Forget Her(1963年）Nike Record
- Will You Go Steady / I Can't Love You Anymore(1963年）Prima Record
- Take Me Back / If I'm Lonely Tomorrow(1964年） Kedlen Record
- Sweet Little Sixteen / Take Me Back (1965年）Seeburg Record 表記はGary and The Nightlights
- Big Bad Wolf/I Don't Need Your Help (1965年） U.S.A.Record
- Lonely Soldier's Pledge / So Far Away From Home(1966年） Bell Record

The American Breed
- Step Out of Your Mind/ Short Skirts（1967年） Acta Record
- Don't Forget About Me/Same Old Thing（1967年）
- Bend Me, Shape Me/Mindrocker（1967年）
- Green Light/Don't It Make You Cry（1968年）
- Ready, Willing and Able/Take Me if You Want Me（1968年）
- Anyway That You Want Me/Master of My Fate（1968年）
- Hunky Funky/Enter Her Majesty（1969年）

## 評価・その他
ガレージロックとソフト・ロックの範疇でサイケデリック・ロック色は殆ど見られず、ニューヨーク通称ブリル・ビルディング・サウンドから楽曲提供を受けてブルー・アイド・ソウル 風(チャック・コルバートはアフリカン系だが)のポップスやビートの利いた曲を特徴としたが、アメリカン・ブリード時代は「レコード会社がホーン・セクションアレンジを強要しバンドの特徴や魅力が半減している」（ゲリー・ロライゾ談）と言い、前名のゲリー＆ザ・ナイト・ライツ時代は初期ザ・ビーチ・ボーイズやジャン&ディーン などのサーフィン・ホットロッド音楽、リズム・アンド・ブルース、ドゥーワップに影響されたものを聞くことが出来、演奏力は拙ないものの荒々しいコーラスに特徴があった。
1968年発表のアルバム、パンプキン・パウダー・スカーレット＆グリーン（Pumpkin, Powder, Scarlet & Green　en）はチャート100位圏外、シングル・カットされた2枚も最高80位代とセールスは惨敗、サイケデリック・ロックとヒッピー文化全盛時代には歓迎されなかったが四季のコンセプト・アルバムとして仕上がりは良く音楽マニア間で語り継がれ、1990年代ソフト・ロック(またはサバービアミュージック)ブームが訪れ1960年代のアソシエイション、ロジャー・ニコルズやイエローバルーンなどが再評価され、ニューヨーク系ソフト・ロックとして本作とアメリカン・ブリードが再注目された。

## 参考資料
- 『ロック百科 vol.2』 著：フィル・ハーディ/デイブ・ラング、訳：三井徹、サンリオ 1981年
- 『ロック・エンサイクロペディア THE ENCYCLOPEDIA OF ROCK1950's-1970's』 著：フィル・ハーディ/デイヴ・ラング、訳：三井徹、みすず書房 ISBN 978-4-622-07344-4 C0073　2009年11月25日発行